# جيانكارلو بريمو
جيانكارلو بريمو (بالإيطالية: Giancarlo Primo)‏ مواليد 1924، كان لاعب كرة سلة إيطالي تحول إلى التدريب بعد الاعتزال. مثّل منتخب بلاده. شارك في مسابقة كرة السلة في الألعاب الأولمبية الصيفية. بدأ مسيرته التدريبية كمدرب مساعد لمنتخب إيطاليا لكرة السلة في دورة الألعاب الأولمبية 1960.

## الميداليات
| الميدالية | المسابقة                         |
| --------- | -------------------------------- |
| برونزية   | بطولة أمم أوروبا لكرة السلة 1971 |
| برونزية   | بطولة أمم أوروبا لكرة السلة 1975 |

## روابط خارجية
- جيانكارلو بريمو على موقع الاتحاد الدولي لكرة السلة (الإنجليزية)
- جيانكارلو بريمو على موقع سبورتس رفرنس (الإنجليزية)
- جيانكارلو بريمو على موقع اللجنة الأولمبية الدولية (الإنجليزية)
- جيانكارلو بريمو على موقع أوليمبيديا (الإنجليزية)
- جيانكارلو بريمو على موقع CONI honoured athlete website (الإيطالية)